# WWCS
WWCS (540 kHz) é uma estação de rádio AM comercial licenciada para Canonsburg, Pensilvânia, e servindo a área metropolitana de Pittsburgh. A estação é propriedade da Birach Broadcasting Corporation por meio de seu presidente e CEO, Sima Birach Jr. A WWCS transmite um formato de rádio esportivo. A maior parte da programação vem da rede esportiva "SportsMap", com sede em Houston.
A WWCS é alimentada a 5.000 watts durante o dia. Mas AM 540 é uma frequência de canal livre canadense e mexicana. Portanto, à noite, a WWCS deve reduzir sua potência para 500 watts para evitar interferências. Ela usa uma antena direcional em todos os momentos. O transmissor está na Angerer Road em Canonsburg.